# Alekséi Bugáyev
Alekséi Bugáyev (en ruso: Алексе́й Ива́нович Буга́ев; Moscú, RSFS de Rusia, 25 de agosto de 1981-Ucrania, 29 de diciembre de 2024) fue un futbolista ruso que jugó en la posición de defensa.

## Carrera

### Club
| Periodo   | Club                | Apariciones | Goles |
| --------- | ------------------- | ----------- | ----- |
| 1999-2000 | FC Torpedo-2 Moscow | 36          | 3     |
| 2001      | FC Torpedo Moscow   | 2           | 0     |
| 2001-2002 | FC Tom Tomsk        | 34          | 1     |
| 2003-2004 | FC Torpedo Moscow   | 39          | 0     |
| 2005-2006 | FC Lokomotiv Moscow | 8           | 0     |
| 2006-2008 | FC Tom Tomsk        | 54          | 1     |
| 2008      | FC Khimki           | 0           | 0     |
| 2009-2010 | FC Krasnodar        | 20          | 0     |

### Selección nacional
A nivel de selecciones menores jugó para Rusia la selección sub-21 en dos ocasiones de 2001 a 2003. Con Rusia jugó en siete ocasiones de 2004 a 2005 y no anotó goles; y participó en la Eurocopa 2004 en Portugal donde jugó en las derrotas antes España y Portugal y en la victoria ante Grecia.

## Detención, sentencia y muerte
El 1 de noviembre de 2023, Alekséi  Bugáyev fue detenido en Krasnodar. Se encontró que tenía alrededor de 500 gramos de derivado de metilefedro, que (según el veredicto posterior) sacó del escondite. Se abrió una causa penal contra Bugáyev en virtud del artículo 228.1: producción y venta de drogas a gran escala. Como se supo más tarde, se resistió al arresto policial, por lo que recibió siete días de arresto administrativo. Después de pasar un día en el centro de detención, Bugáyev aceptó cooperar con la investigación y contó los detalles. Según él, después de terminar su carrera como jugador, comenzó a beber y acumuló una gran deuda de alrededor de 70 mil en impuestos impagos. Para saldar sus deudas decidió ganar dinero a través de la Darknet, convirtiéndose en mensajero de los narcotraficantes. Durante el interrogatorio, Bugáyev traicionó a sus cómplices. Más tarde afirmó que la policía le colocó drogas, falsificó pruebas y supuestamente extorsionó a Bugáyev con un soborno de 3 millones de rublos. Sin embargo, la fiscalía no encontró pruebas que respaldaran sus declaraciones.
El 24 de septiembre de 2024, el Tribunal de Distrito de Prikubansk de Krasnodar declaró a Alekséi Bugáyev culpable de cometer un delito previsto en la Parte 3 del art. 30 y parte 5 art. 228.1 del Código Penal de la Federación de Rusia (intento de venta ilegal de sustancias psicotrópicas en una escala especialmente grande y condenó al acusado a 9.5 años en una colonia de máxima seguridad . Bugáyev admitió plenamente su culpa y se arrepintió de sus acciones. Para no cumplir su condena, Bugáyev firmó un contrato con el Ministerio de Defensa ruso, que recluta activamente prisioneros para participar en la invasión rusa de Ucrania. El 29 de diciembre de 2024 aparecieron en la prensa noticias sobre la muerte de Bugáyev en la guerra de Ucrania. Como murió en una zona de guerra, su cuerpo no pudo ser recuperado inmediatamente.

## Logros
- Supercopa de Rusia (1): 2005